# Otto Grotewohl
Otto Grotewohl, född 11 mars 1894 i Braunschweig, död 21 september 1964 i Östberlin, var tysk politiker (SPD, från 1946 SED). Till yrket var han boktryckare.

## Politisk biografi
Grotewohl gick med i Tysklands socialdemokratiska parti (SPD) 1912. Från 1918 tillhörde han Tysklands oberoende socialdemokratiska parti (USPD), då han motsatte sig SPD-ledningens regeringstrogna hållning i första världskriget, den så kallade borgfredspolitiken. Tillsammans med de flesta medlemmarna i USPD återgick Grotewohl dock till SPD 1922. Han var parlamentariker och minister i Fristaten Braunschweig 1920–25 samt fristatens SPD-ledare och riksdagsman 1925–33. Under nazisttiden arbetade Grotewohl som försäljare och fängslades flera gånger. 
Åren 1945–46, efter andra världskrigets slut, ledde han det återupprättade socialdemokratiska partiet i den sovjetiska ockupationszonen i Tyskland. Grotewohl medverkade till SPD:s sammanslagning med Tysklands kommunistiska parti (KPD) 1946 och blev ordförande i det nya Tysklands socialistiska enhetspartis (SED) centralkommitté tillsammans med kommunisten Wilhelm Pieck. Åren 1949–64 var Grotewohl ordförande i Östtysklands ministerråd (i praktiken premiärminister), samtidigt som Pieck blev president. 
Som inbiten vänstersocialdemokrat hamnade han ibland i konflikt med flera i den kommunistiska falangen av SED, exempelvis Walter Ulbricht. Grotewohl ställde sig bland annat kritisk till byggandet av Berlinmuren.

## Privatliv
Grotewohl var gift två gånger, 1919–1949 med Marie Martha Louise (född Ohst), och från 1949 med Johanna Schumann (född Danielzik). Han hade två barn. 
År 1960 insjuknade Grotewohl i tuberkulos. Han avled av sjukdomen 1964.